# La scuola dei dittatori
La scuola dei dittatori è un'opera saggistica, scritta in forma di dialogo, di Ignazio Silone scritta durante il suo esilio in Svizzera, durante il regime fascista di Mussolini, pubblicata in lingua tedesca a Zurigo nel 1938. Nel 1962 uscì finalmente anche in italiano una versione definitiva, per i tipi di Arnoldo Mondadori Editore.

## Trama
Nella primavera del 1939, alla vigilia della seconda guerra mondiale, Mister Doppio-vu, miliardario statunitense che aspira a instaurare una dittatura negli Stati Uniti d'America, per scoprire se esiste una tecnica della dittatura compie un lungo viaggio per incontrare professori universitari, scrittori militari ed ex reclusi, visitare redazioni di giornali e partecipare a banchetti. Ciò nonostante, da questi incontri e dai libri collezionati durante il percorso non trae le informazioni e gli insegnamenti attesi. Costretto a Zurigo per problemi di salute e allo scopo di capire i motivi e le cause delle dittature europee incontra l'ex-comunista in esilio Tommaso il cinico (alter ego di Ignazio Silone). Partecipa al dialogo anche il Professor Pickup, inventore della pantautologia, accompagnatore e consigliere ideologico di Mister Doppio-vu venuto in Europa alla ricerca dell'uovo di Colombo.
Il motivo di tale "consulenza" sta nel fatto che per capire un regime politico può essere necessario farselo spiegare dai suoi nemici. Tommaso analizza fascismo e nazismo e tutti i regimi che hanno in comune il totalitarismo.

## Edizioni
- (DE)  Die Schule der Diktatoren, a cura di Jakob Huber, Zürich, Europa Verlag, 1938.
- (EN)  The School for Dictators, a cura di Gwenda David ed Eric Mosbacher, New York, Harper & Brothers, New York 1938; London, 1939.
- La escuela de los dictadores a cura di Julio Indarte, Buenos Aires, 1939.
- Beit sefer lediktatirim, a cura di Abraham Kariv, Tel Aviv, 1941.
- La scuola dei dittatori, in: Il Mondo, a puntate, 1962.
- La scuola dei dittatori, Collana Narratori italiani. Opere di I. Silone vol. V, Milano, Mondadori, giugno 1962 - V ed., settembre 1972; Collana Scrittori italiani e stranieri, Mondadori, maggio 1974; Introduzione di Vittorio Libera, copertina di Ferenc Pinter, Collana Oscar n.736, Mondadori, gennaio 1977; Introduzione di Claudio Marabini, Collana Oscar Scrittori del Novecento, Mondadori, 1994; Collana Oscar Moderni, Mondadori, 2018-2025, ISBN 978-88-047-0186-6.
- (FR)  L'école des dictateurs a cura di Jan-Paul Samson, Paris, Gallimard, 1964.
- Η ΣΧΟΛΗ ΤΩΝ ΔΙΚΤΑΤΟΡΩΝ a cura di ΔΗΜΗΤΡΙΟΥ Μ. ΜΙΙΟΥΑ, Οι ΕΚΔΟΣΕΙΣ ΤΩΝ ΦΙΛΩΝ, Αθεπα 1964.
- (DE)  Die Kunst der Diktatoren a cura di Lisa Rüdiger, Köln, Verlag Kiepenheuer und Witsch, 1965.